# Victoria watsonae
Victoria watsonae là một loài bướm đêm trong họ Geometridae.